# Monte Ferrazzano
Il Monte Ferrazzano' è una montagna dei monti Aurunci Antiappennino laziale, alta 1.188,3 m s.l.m. , situata nel territorio del comune di Itri (LT) nel Lazio, all'interno del territorio del parco naturale dei Monti Aurunci.